# Aristolochia steupii
Aristolochia steupii là một loài thực vật có hoa trong họ Aristolochiaceae. Loài này được Woronow mô tả khoa học đầu tiên năm 1930.